# Limousin
Limousin (Lemosin în limba occitană) a fost una dintre cele 26 regiuni ale Franței de până la reforma administrativ-teritorială din 2014. Capitala regiunii era orașul Limoges (Limòtges în occitană), iar regiunea cuprindea 3 departamente. La 1 ianuarie 2016 a fuzionat cu regiunile Aquitania și Poitou-Charentes, formând împreună regiunea Noua Achitanie.

## Regiunea
Regiunea cuprinde teritorii din fostele provincii ale regatului Franței Limousin și Marche. Actualmente regiunea este una dintre cele mai mici regiuni ale Franței și cea mai puțin populată, având mai puțini locuitori de cât orașul Marsilia. În plus, este una dintre regiunile cu cea mai vârstnică populație (departamentrul Creuse deținând recordul național). Astfel, regiunea este luată ca exemplu de ce regiunile franceze sunt prea mici și ar trebui unite.

## Limba
Se mai vorbește în Limousin limba occitană, limba a trubadurilor; dialectul local se numește "occitan lemosin". Se aude și în departamentele Vienne (Vinhana), Charente (Charanta) și în regiunea Aquitania (Aquitània). Se vorbește și dialectele auvergnat (auvernhat în occitană) la est și languedocien (lengadocian) în partea sudului. În nordul vorbesc marchois (marchés), o varientă occitană cu o influență din Langues d'oïl.

Harta dialectului lemosin

## Geografia
Regiunea are un relief înalt având altitudini între 250m și 1000 m , cu o medie de 350m. Principalele râuri sunt Dordogne, Vienne, Creuse și Cher

## Economia
Regiunea este în principal o regiune rurală unde predomină agricultura. Este renumită pentru creșterea animalelor în special a bovinelor, existând un soi regional numit tot Limousin. Regiunea era faimoasă pentru porțelanurile produse aici, în special în orașul Limoges, dar în prezent numărul fabricilor a scăzut semnificativ.

## De vedere
În occitană: http://oc.wikipedia.org/wiki/Lemosin_(dial%C3%A8cte)